# Nazionale femminile di calcio della Croazia
La nazionale femminile di calcio della Croazia è la rappresentativa calcistica femminile internazionale della Croazia, gestita dalla locale federazione calcistica (HNS).
In base alla classifica emessa dalla FIFA il 6 marzo 2025, la nazionale femminile occupa il 59º posto del FIFA/Coca-Cola Women's World Ranking.
Come membro dell'UEFA partecipa a vari tornei di calcio internazionali, come al campionato mondiale FIFA, al campionato europeo UEFA, ai Giochi olimpici estivi, all'UEFA Women's Nations League e ai tornei ad invito.

## Storia

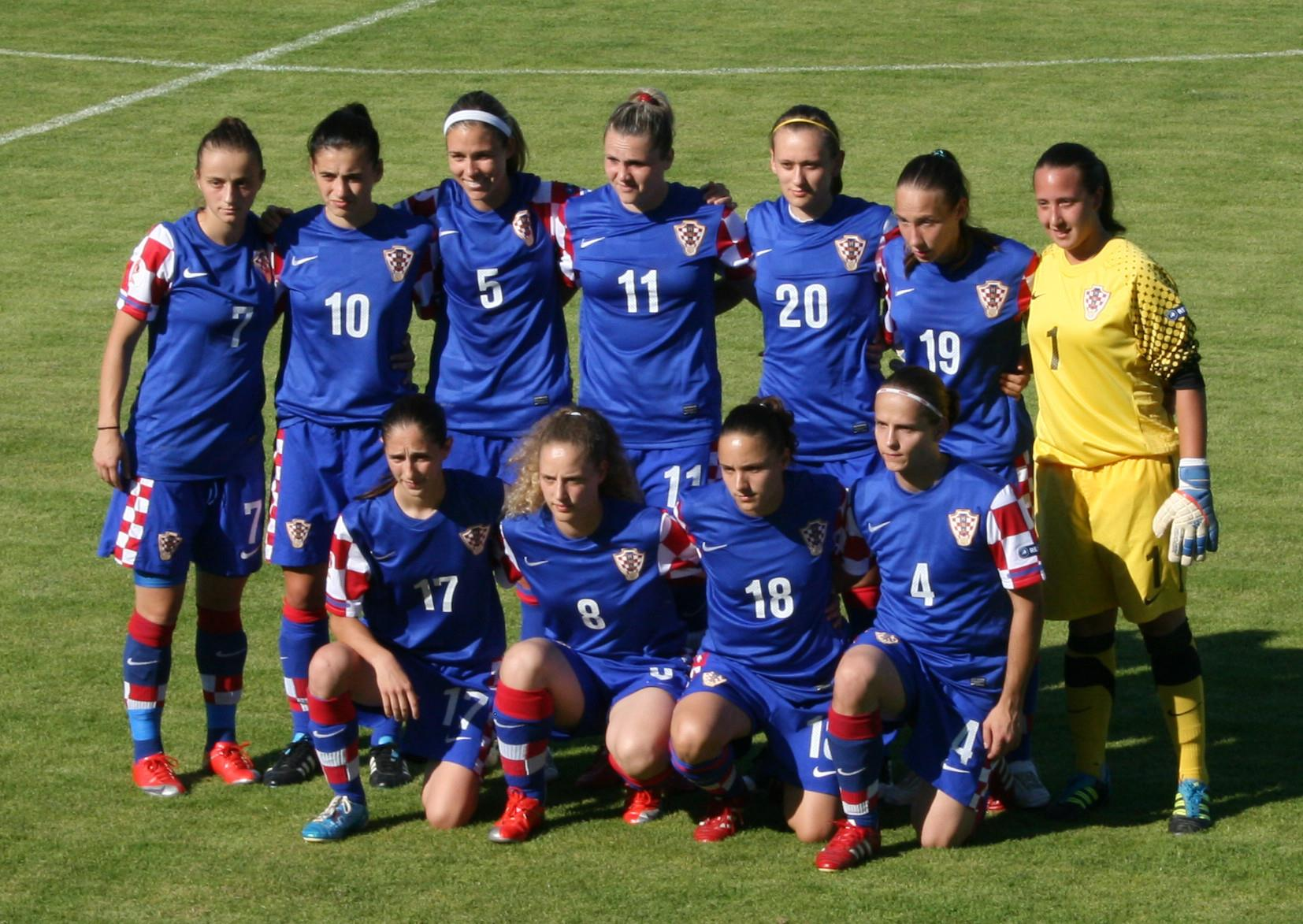
Formazione della Croazia per la partita contro la Serbia il 16 giugno 2012.

La nazionale croata debuttò in una competizione internazionale il 10 novembre 1993, vincendo 2-1 in trasferta contro la Svizzera nella prima partita delle qualificazioni al campionato europeo 1995; concluse, poi, il raggruppamento al secondo posto dietro la Germania, ma davanti a Svizzera e Galles. Nelle successive qualificazioni all'europeo 1997 venne inserita nella classe A, che dava accesso diretto alla fase finale; concluse il gruppo 3 all'ultimo posto, perdendo tutte le partite, eccetto un pareggio casalingo contro l'Italia, vincitrice del raggruppamento. Partecipò ai play-off contro la Svizzera, vincitrice di un gruppo della classe B, perse il doppio confronto e venne retrocessa nella classe B, che non dava accesso diretto alla fase finale. La Croazia rimase nella classe B delle qualificazioni all'europeo nei successivi due cicli. Quando questa classificazione venne abolita, ossia in occasione delle qualificazioni all'europeo 2009, la squadra venne ammessa al turno preliminare, passando direttamente al turno principale nel ciclo successivo. Analogamente, nelle qualificazioni al campionato mondiale la nazionale croata venne inserita nella classe B che non dava accesso alla fase finale del mondiale, sia per le qualificazioni al mondiale 2003 che per quelle per il 2007. Dalle qualificazioni al mondiale 2011 la doppia classe venne abolita e la nazionale croata partecipò al turno principale. Nelle sue partecipazioni la squadra non è riuscita a qualificarsi alle fasi finali né alle fasi play-off del campionato mondiale e del campionato europeo.
Nel 2020 ha vinto la Cyprus Cup, suo primo trofeo, dopo aver concluso in testa il girone unico e superando la Finlandia per il miglior coefficiente punti per partite giocate. Nell'edizione inaugurale dell'UEFA Women's Nations League venne inserita nella Lega B, e, concludendo al secondo posto il gruppo 2, ottenne l'accesso ai play-off per la promozione in Lega A. Sorteggiata contro la Norvegia terza nel gruppo 2 della Lega A, perse sia l'andata che il ritorno, mantenendo così la posizione in Lega B. Le qualificazioni al campionato europeo 2025 vennero disputate con un nuovo formato, simile a quello della Nations League e la Croazia venne inserita nella Lega B. Concluse il proprio girone al terzo posto, accedendo agli spareggi. Dopo aver pareggiato la gara d'andata contro l'Irlanda del Nord, perse il ritorno ai tempi supplementari, mancando l'accesso al secondo turno, ma mantenendo la posizione nella Lega B nell'UEFA Women's Nations League 2025.

## Partecipazioni ai tornei internazionali
Legenda: Grassetto: Risultato migliore, Corsivo: Mancate partecipazioni

## Palmarès
- Cyprus Cup: 1

2020